# Arri

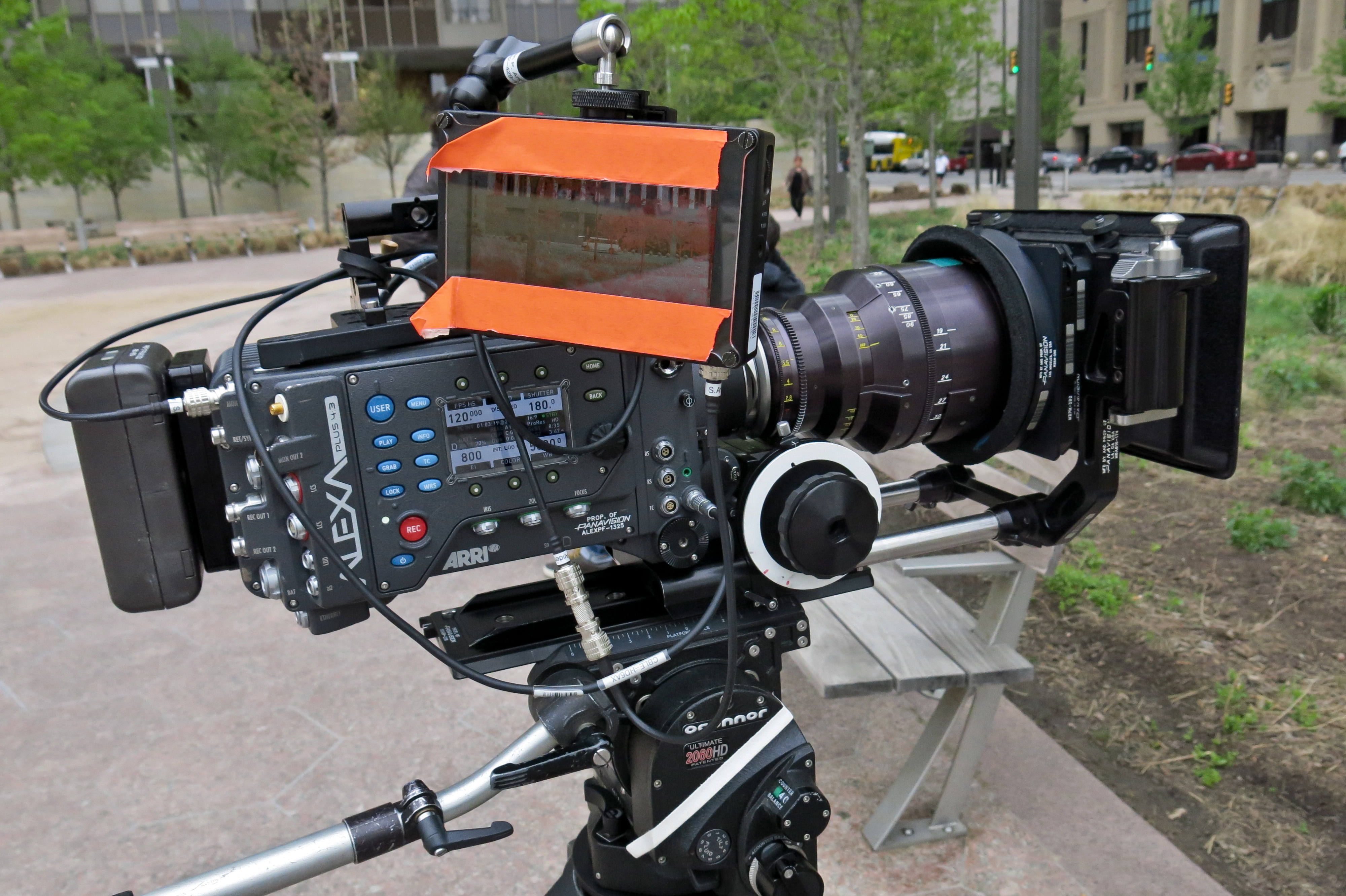
Een Alexa Plus.

Arri is een Duits bedrijf dat sinds 1917 actief is op het gebied van optiek en camera's (en aanverwante hulpmiddelen) voor professionele toepassingen, in het bijzonder voor bioscoopfilm.

## Geschiedenis
De Arri Group werd op 12 september 1917 in München opgericht door August Arnold en Robert Richter onder de naam "Arnold & Richter Cine Technik". De naam Arri is een samenvoeging van de beginletters van de oprichters. De twee schoolvrienden bouwden enkele jaren daarvoor een bioscoopprojector die werd gekoppeld aan een elektrische motor, en een zelfgemaakte booglamp werd als lichtbron toegevoegd.
Nadat in 2009 een verlies van 15 miljoen euro werd geboekt, herstelde de winst zich vanaf 2011. Het bedrijf richtte zich op digitale filmproductie en apparatuur als gevolg van afnemende analoge verkopen.
Het bedrijf maakt sinds 2013 deel uit van Stahl Beteiligungs-GmbH.

## Producten
Arri produceerde van 1951 tot 2012 verschillende filmcamera's van het model Arriflex. Vanaf 2010 werd een digitaal model op de markt gebracht onder de modelnaam Alexa. Het bedrijf produceert ook lenzen, studiolampen, stabilisatoren en aanverwante accessoires voor camera's.
In 2015 ontwikkelde Curt O. Schaller samen met ingenieur Roman Foltyn het (artemis) Trinity-systeem. Het was het eerste camerastabilisatiesysteem ter wereld dat een mechanisch stabilisatiesysteem combineerde met een elektronisch systeem. In april 2016 stapte hij met zijn volledige artemis-productportfolio over van Sachtler / Vitec Videocom naar ARRI. In 2025 werd Curt O. Schaller bekroond met de Oscar, de Academy Scientific and Engineering Award, voor het concept, ontwerp en de ontwikkeling van het Trinity 2-systeem.

## Prijzen
Arri ontving negentien keer de Oscar voor technische innovatie in de industrie. Films waarmee een prijs werd gewonnen voor beste cinematografie zijn onder meer Hugo, Life of Pi, Gravity, Birdman, The Revenant en 1917.